# Dussumieria acuta
Dussumieria acuta és una espècie de peix pertanyent a la família dels clupeids.

## Descripció
- Pot arribar a fer 20 cm de llargària màxima (normalment, en fa 15).
- 14-18 radis tous a l'aleta anal.[3][4][5]

## Hàbitat
És un peix marí, pelàgic-nerític i de clima subtropical (31°N-7°S, 49°E-126°E) que viu entre 10 i 20 m de fondària.

## Distribució geogràfica
Es troba des del golf Pèrsic, el Pakistan, l'Índia i Malàisia fins a Indonèsia (Borneo) i les illes Filipines.

## Observacions
És inofensiu per als humans.